# Rethen (Vordorf)
 Rethen is een district van de gemeente Vordorf in de Samtgemeinde Papenteich in het Landkreis Gifhorn, in de Duitse deelstaat Nedersaksen. Het dorp werd waarschijnlijk gesticht tijdens de Saksenoorlogen van Karel de Grote. In de Middeleeuwen was Rethen een grensstad tussen het bisdom Hildesheim en Halberstadt. Tot de oprichting in 1974 was Rethen een onafhankelijke parochie. Vandaag de dag heeft het dorp ongeveer 1200 inwoners.
|  |  |

## Geografie

### Geografische situatie
Rethen ligt ongeveer 4 kilometer ten westen van de Duitse federale weg 4 (dicht bij Meine) tussen de Harz en de Lueneburger dopheide, ongeveer 7 kilometer ten noorden van Braunschweig en de Autobahnsplitsing Braunschweig Nord (A2 / A391 ). De verdere grotere steden in de omgeving zijn: Wolfsburg, Salzgitter, Wolfenbüttel, Gifhorn, Peine und Celle.

### Buurgemeenten, districten en steden

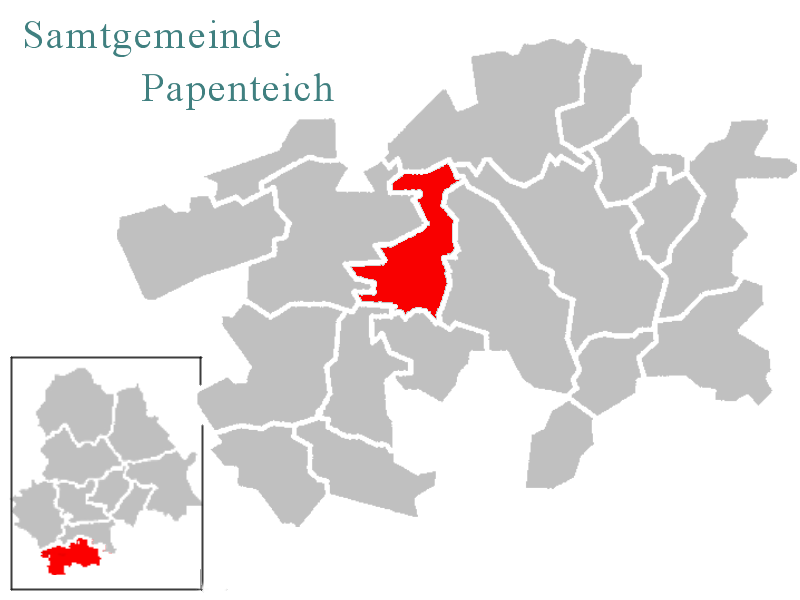
Rethen tot gemeente (in rood) sinds 1974-06-28

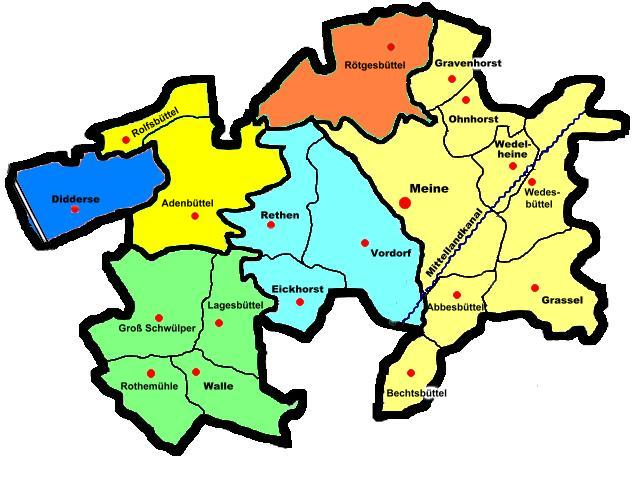
Map of the Papenteich

| Buurgemeenten, districten en steden | Buurgemeenten, districten en steden        | Buurgemeenten, districten en steden           | Buurgemeenten, districten en steden | Buurgemeenten, districten en steden |
| ----------------------------------- | ------------------------------------------ | --------------------------------------------- | ----------------------------------- | ----------------------------------- |
|                                     |                                            | Stad Gifhorn (16km)                           |                                     | Gemeente Rötgesbüttel (8km)         |
|                                     |                                            |                                               |                                     |                                     |
| Gemeente Adenbüttel (2km)           | Gemeente Meine (4km) Stad Wolfsburg (22km) |                                               |                                     |                                     |
|                                     |                                            |                                               |                                     |                                     |
| Gemeente Schwülper (5km)            |                                            | Dorp Eickhorst (2km) Stad Braunschweig (14km) |                                     | Dorp Vordorf (4km)                  |

## Bevolking

### Historische ontwikkeling van het inwonertal
| Jaar | Inwoners | Huizen   |  | Jaar | Inwoners | Huizen   |
| ---- | -------- | -------- |  | ---- | -------- | -------- |
| 1821 | 328      | 37       |  | 1950 | 848      | 91       |
| 1848 | 365      | 55       |  | 1961 | 687      | 119      |
| 1890 | 386      | 75       |  | 1970 | 725      | 134      |
| 1900 | 420      | onbekend |  | 1980 | 843      | onbekend |
| 1905 | 473      | onbekend |  | 1990 | 879      | onbekend |
| 1925 | 499      | 89       |  | 2000 | 1222     | ca.310   |
| 1939 | 503      | onbekend |  |      |          |          |

## Bezienswaardigheden

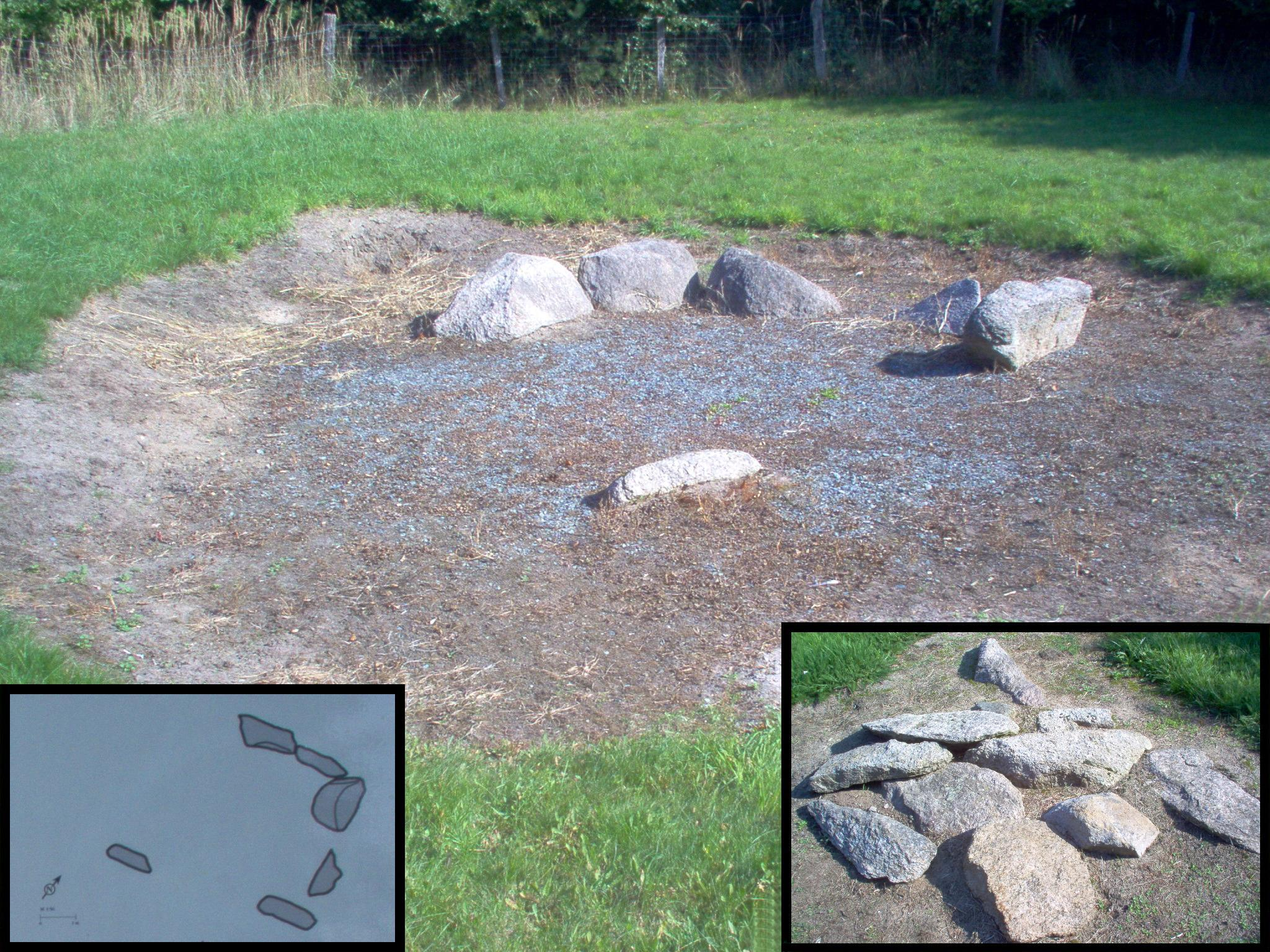
De Hunebed van Rethen

### Hunebed
In 1995 werd tijdens landbouwactiviteiten een hunebed bij Rethen gevonden. Zes kleine stenen vormen een hunebed dat in oost-westrichting is geplaatst. Na onderzoeken door het archeologische bureau wordt het hunebed op ongeveer 3000 v.Chr. gedateerd.